# Rustand
Rustand (Tadorna ferruginea) er en fugleart blandt de egentlige andefugle. Den er fortrinsvis udbredt i Asien, men findes også i Europa og Afrika. Rustanden holdes som prydfugl i parker. Den er nært beslægtet med den lidt mindre gravand.
Arten ses årligt i Danmark, men de fleste er formentlig undslupne fangenskabsfugle.
Den har en længde på 58-70 cm og et vingefang på 110-135 cm lang. Den kan leve helt op til 15 år.